# Вильнёв-Лубе
Вильнёв-Лубе (фр. Villeneuve-Loubet) — коммуна на юго-востоке Франции в регионе Прованс — Альпы — Лазурный берег, департамент Приморские Альпы, округ Грас, кантон Вильнёв-Лубе. До марта 2015 года коммуна административно входила в состав упразднённого кантона Западный Кань-сюр-Мер (округ Грас).
Площадь коммуны — 19,60 км², население — 14 104 человека (2006) с выраженной тенденцией к росту: 14 814 человек (2012), плотность населения — 755,8 чел/км².

## Географическое положение
Коммуна находится между городами Кань-сюр-Мер и Антиб, на расстоянии 690 км к юго-востоку от Парижа, в 150 км к востоку от Марселя, в 13 км на юго-запад от Ниццы. Население — 15 091 человек (на 2009 год).
Вильнёв-Лубе расположен в устье реки Лу. Город возник в результате объединения двух деревень — старой деревни Вильнёв, являющейся внутренней частью Вильнёва-Лубе и деревни Лубе, расположенной на побережье Средиземного моря. Длина береговой линии в городе примерно 4 км. Вильнёв-Лубе — это одновременно и курорт, и часть технополиса София Антиполис.

## Население
Население коммуны в 2011 году составляло 14 995 человек, а в 2012 году — 14 814 человек.
| 1962 | 1968 | 1975 | 1982 | 1990  | 1999  | 2006  | 2007  | 2009  | 2011  | 2012  |
| ---- | ---- | ---- | ---- | ----- | ----- | ----- | ----- | ----- | ----- | ----- |
| 2769 | 3865 | 6001 | 8083 | 11539 | 12935 | 14104 | 13972 | 15091 | 14995 | 14814 |

Динамика численности населения:

## Экономика
В 2010 году из 9748 человек трудоспособного возраста (от 15 до 64 лет) 7583 были экономически активными, 2165 — неактивными (показатель активности 77,8 %, в 1999 году — 71,4 %). Из 7583 активных трудоспособных жителей работали 6898 человек (3582 мужчины и 3316 женщин), 685 числились безработными (264 мужчины и 421 женщина). Среди 2165 трудоспособных неактивных граждан 740 были учениками либо студентами, 762 — пенсионерами, а ещё 663 — были неактивны в силу других причин.
На протяжении 2010 года в коммуне числилось 7334 облагаемых налогом домохозяйства, в которых проживало 15 607,5 человек. При этом медиана доходов составила 23 тысячи 067 евро на одного налогоплательщика.

## Достопримечательности (фотогалерея)

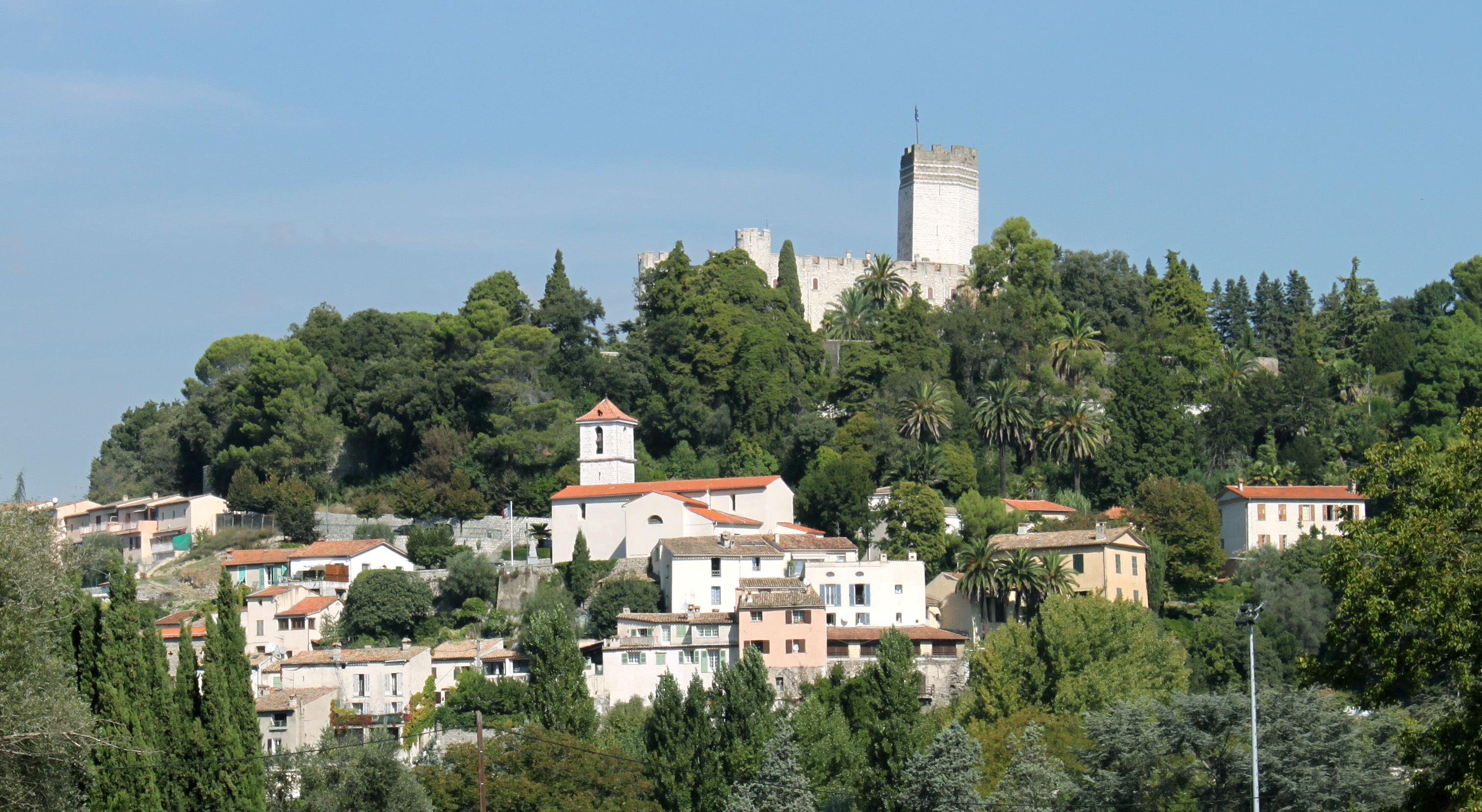
Вид на Вильнёв-Лубе
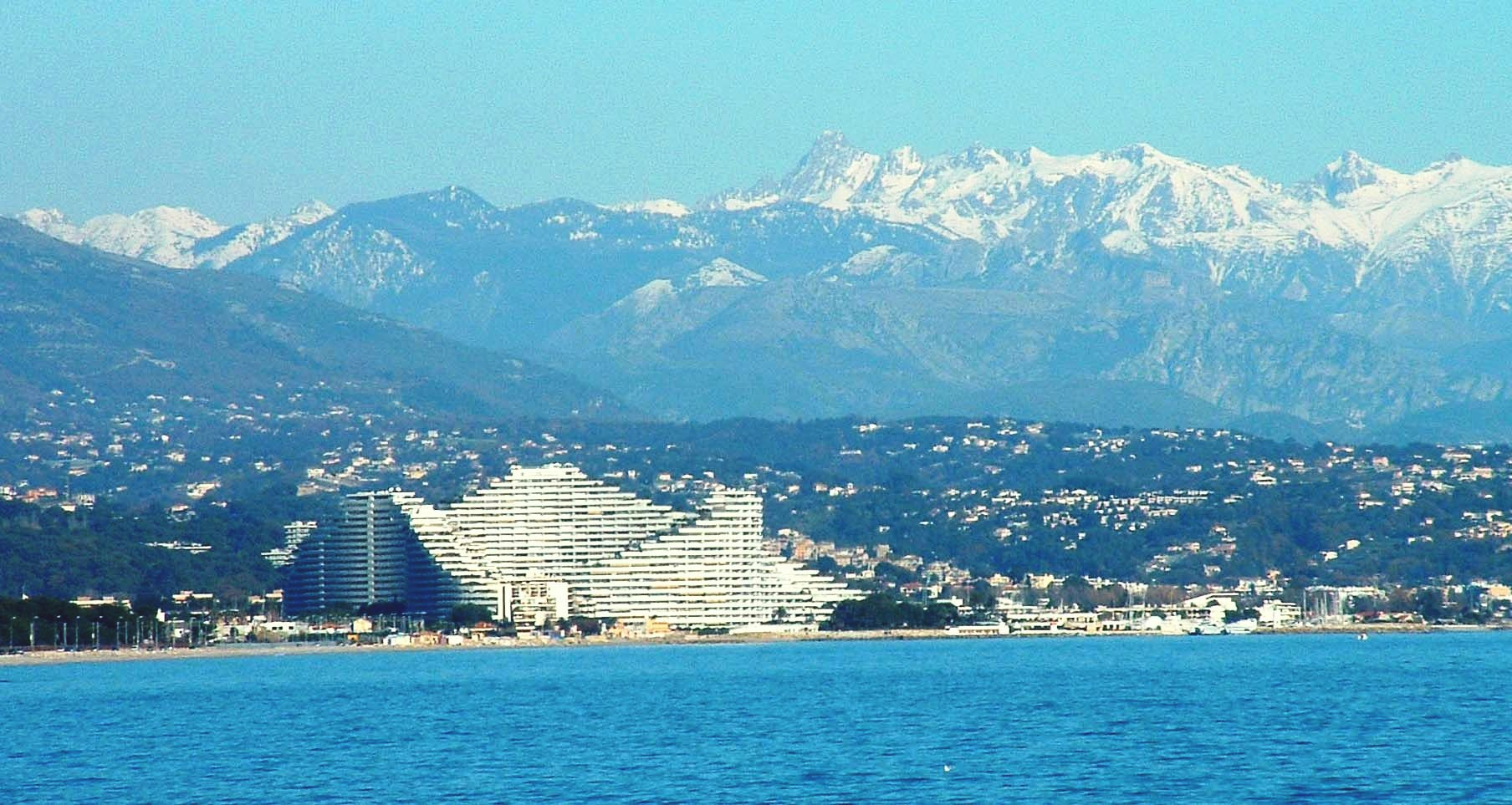
Вид с моря

### Уроженцы коммуны Вильнёве-Лубе
- Жорж Эскофье Огюст — французский ресторатор, критик, кулинарный писатель, популяризатор традиционной французской кухни.

## Города-побратимы
- Форлимпополи, Италия